# Pecos
Pecos (anglicky Pecos River, španělsky Rio Pecos) je řeka na jihozápadě USA ve státech Nové Mexiko a Texas, největší levý přítok Ria Grande. Je dlouhá 1215 km. Povodí řeky zaujímá plochu 101 000 km². Je známá z románu Karla Maye Vinnetou.

## Průběh toku
Pramení v pohoří Sangre de Cristo. V hlubokém údolí protíná poušť Llano Estacado. Ústí zleva do Ria Grande.

## Vodní stav
Zdrojem vody je podzemní voda a dešťové srážky. Průměrný průtok na dolním toku činí jen 8 m³/s, maximální však může dosáhnout až 3000 m³/s.

## Využití
Nízký průtok na dolním toku je způsoben velkým odběrem vody na zavlažování. Na řece byly vybudovány přehradní nádrže (Alamogordo, McMillan, Red Bluff). Na řece leží město Carlsbad.